# Gimileo
Gimileo is een gemeente in de Spaanse provincie en regio La Rioja met een oppervlakte van 4,00 km². Gimileo telt 114 inwoners (1 januari 2016).

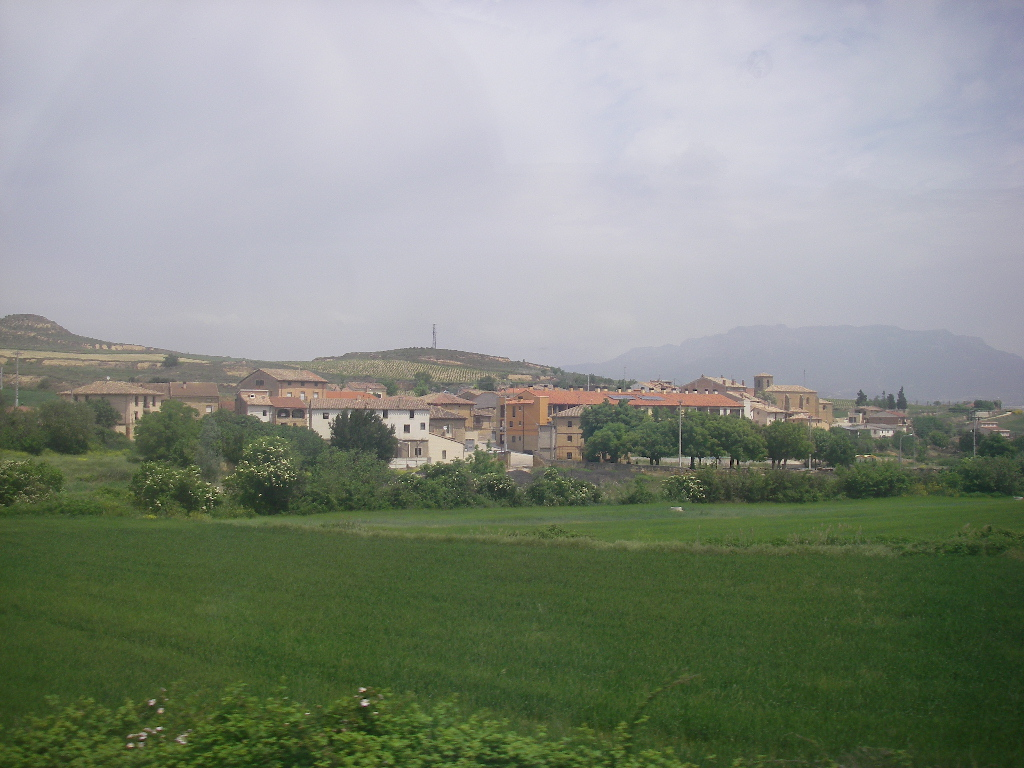
Gimileo
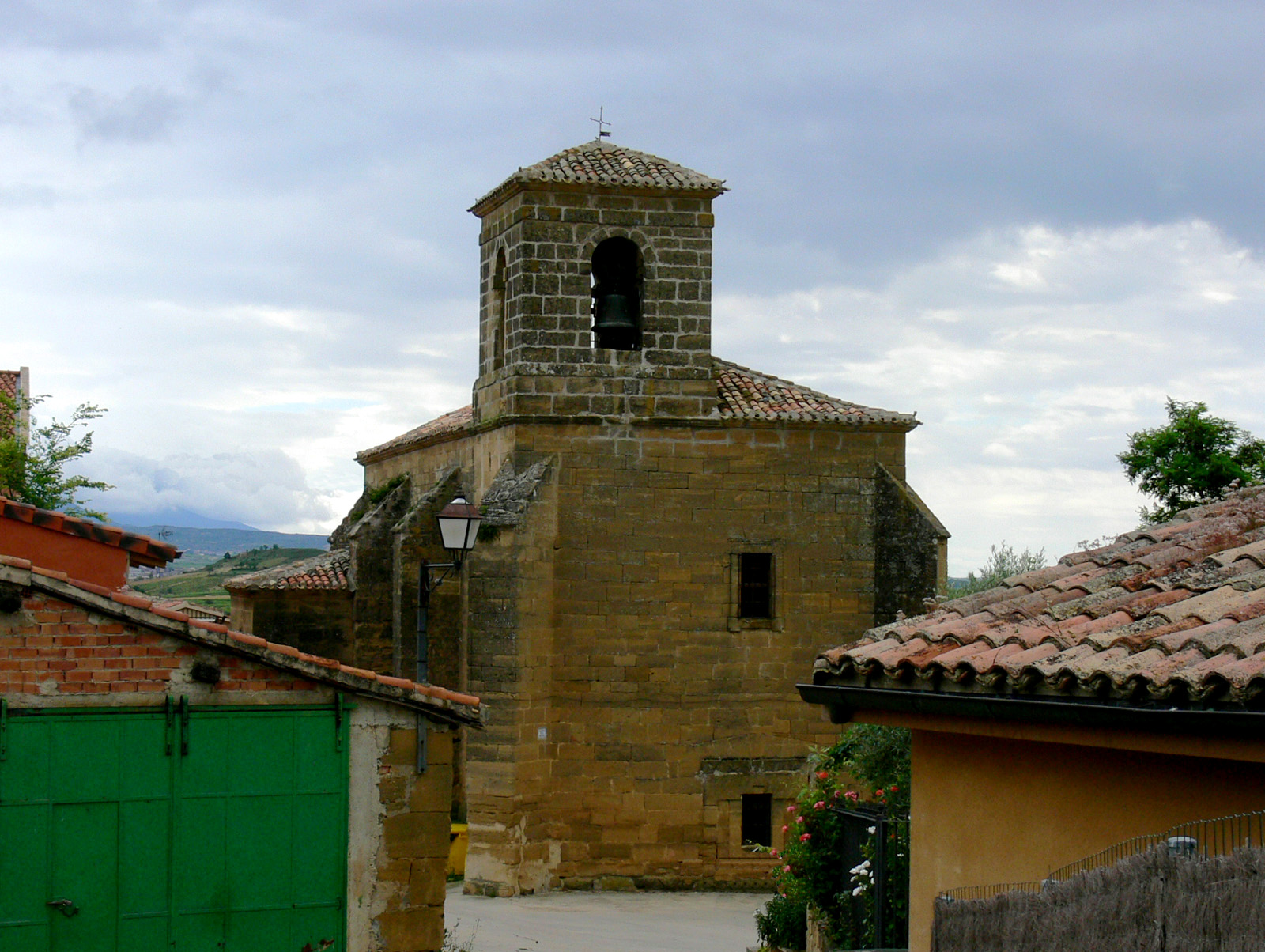
Kerk van San Martín

## Demografische ontwikkeling
Bron: INE, 1857-2011: volkstellingen